# Harlan, Kentucky
Harlan är en ort i Harlan County i delstaten Kentucky, USA. År 2000 hade orten 2 081 invånare. Den har enligt United States Census Bureau en area på 4,5 km², allt är land. Harlan är administrativ huvudort (county seat) i Harlan County.